# 'O prufessore e Carulina/S'è avutato 'o viento
'O prufessore e Carulina/S'è avutato 'o viento è un singolo di Wilma De Angelis pubblicato nel 1960 dalla casa discografica Philips.

## Descrizione
Entrambi i brani hanno partecipato al Festival di Napoli 1960, il brano 'O prufessore e Carulina è stato cantato in doppia esecuzione con Maria Paris e non è arrivato in finale.
Il brano S'è avutato'o viento è stato cantato in doppia esecuzione con Aurelio Fierro e si è classificato al nono posto.

## Tracce
1. 'O prufessore e Carulina
2. S'è avutato'o viento